# Mèo Vạc

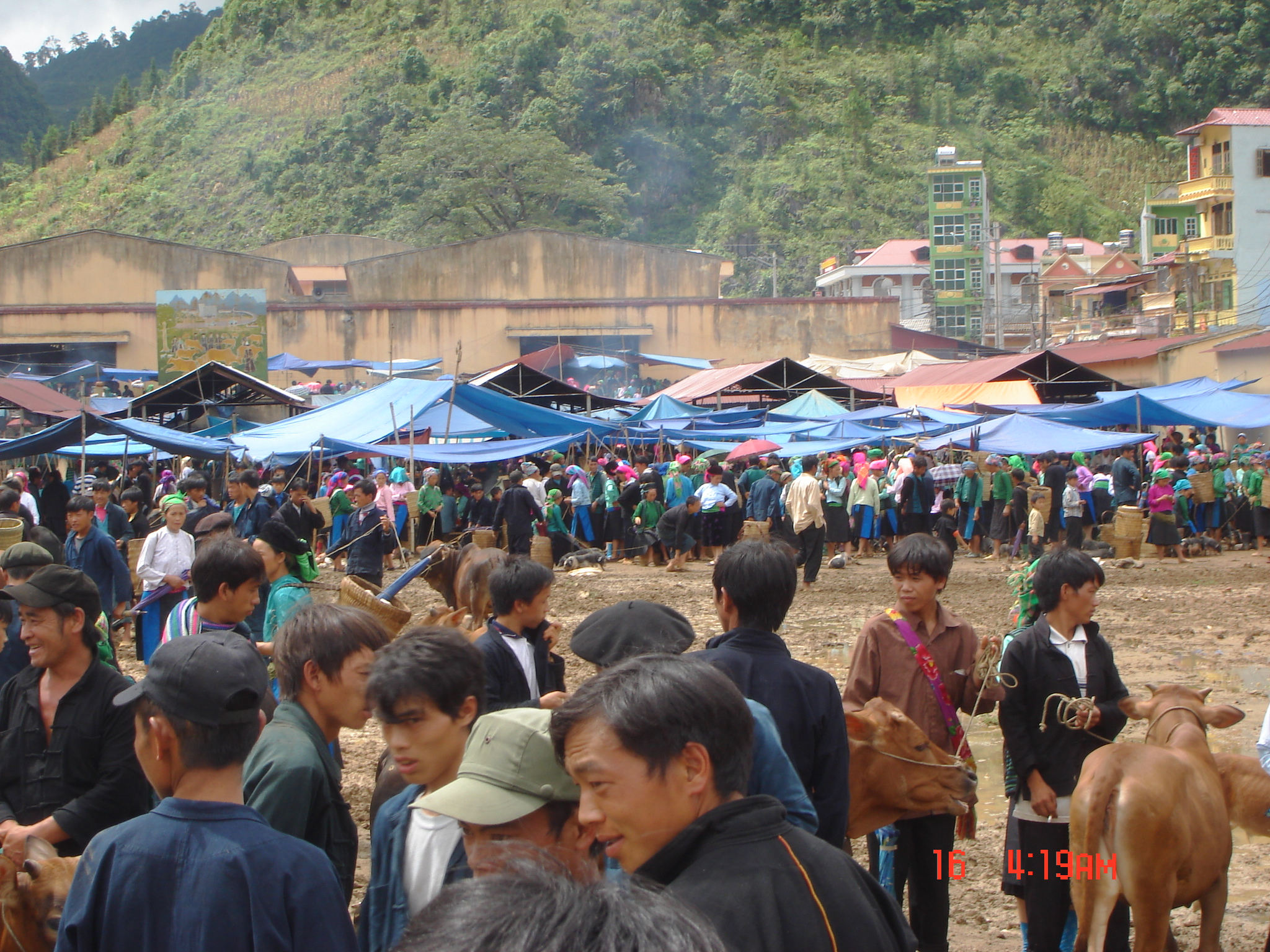
Blick über das Marktgelände von Mèo Vạc

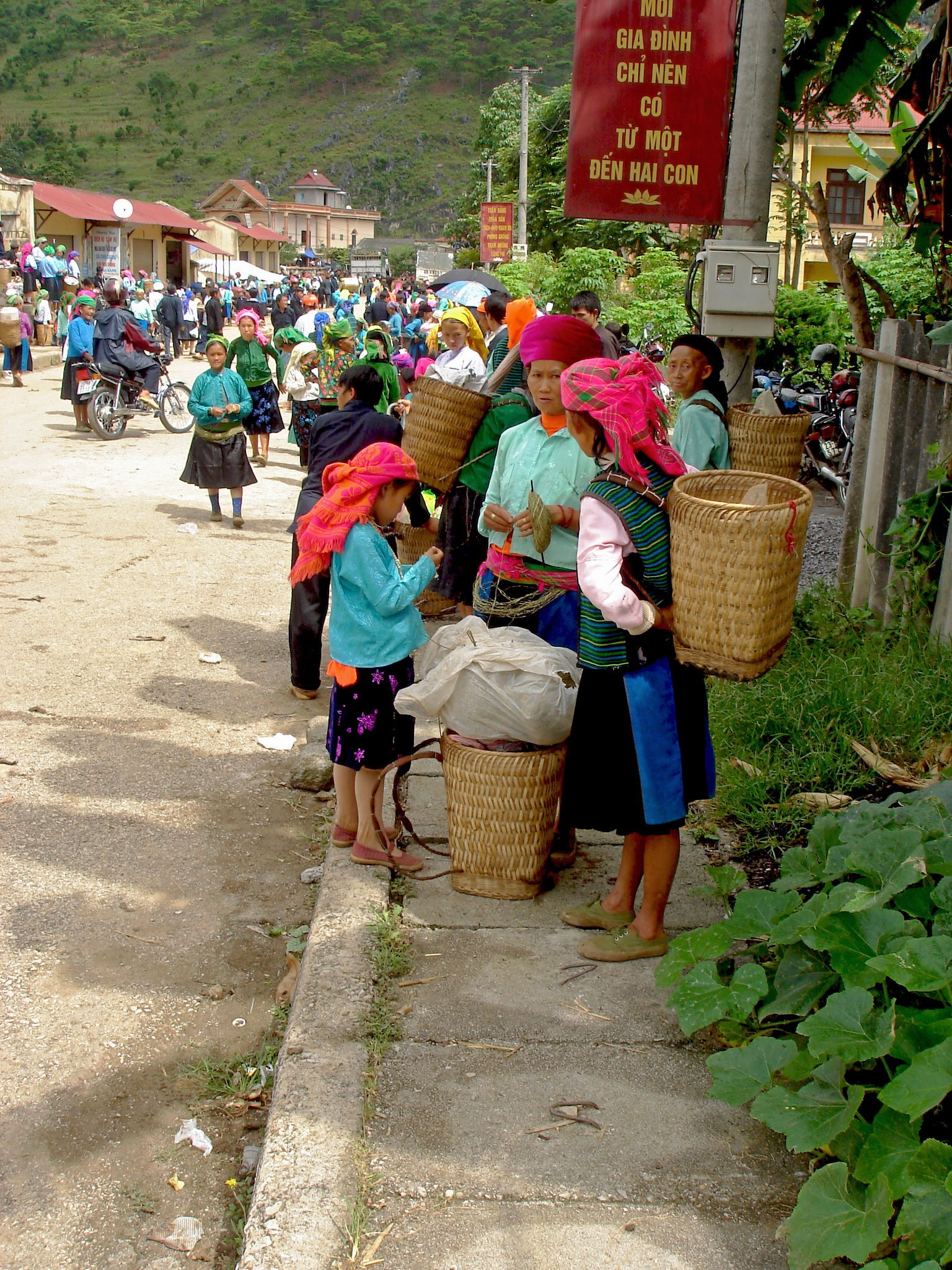
Marktteilnehmer (Blaue Hmong)

Meo Vac ist eine Ortschaft in der Provinz Hà Giang im Hochland des Nordens Vietnams nahe der chinesischen Grenze. Die Innenstadt vermittelt den Eindruck einer ärmlichen, von herbem Charme beseelten, Pioniersstadt.

## Ethnische Minderheiten
Besiedelt wird die Region vornehmlich von ethnischen Minderheiten, insbesondere durch die Volksgruppe der aus China stammenden Hmong. Aber auch Red Dao, Tay und Nung leben in Stadt und Umgebung. Anzutreffen sind zudem die selteneren Volksgruppen der Giay und der Lo Lo, welche jeweils sino-tibetanischen Ursprungs sind. An Markttagen fallen die Frauen der Blauen Hmong auf, die an ihren blauen Kleidern mit reichhaltig bestickten Säumen erkennbar sind. Eindrucksvoll sind die sonntäglichen Minoritätenmärkte Meo Vacs und auch der Nachbargemeinde Đồng Văns. Die Märkte finden in den städtischen Markthallenkomplexen statt, die in den 1920er Jahren durch die französischen Kolonialherren, errichtet worden sind. Das Marktgelände Meo Vacs ist weiterläufig, sodass auch Vieh- und Schweinemarkt stattfinden kann.
Unweit von Mèo Vạc, in Richtung Yen Minh, liegt etwa 15 km entfernte kleine Dorf Lung Phin. Dieses ist bekannt für seine in sechstägigen Abständen wiederkehrenden Minoritätenmärkte, die als die farbenfrohesten in der Provinz Hà Giang gelten.
Eine weitere Besonderheit stellt der Liebesmarkt von Khau Vai dar. Dieses Dorf liegt 20 km südöstlich von Mèo Vạc. Mit einer mittlerweile mehr als hundertjährigen Tradition pflegen ungebundene Stammesangehörige verschiedener Ethnien sich zwischen Ende April und Mitte Mai (drei Monate nach dem Tết-Neujahrsfest) hier zu versammeln, um Frauen oder Männer kennenzulernen.

## Wirtschaft und Kultur
Den angelegten Terrassenfeldern der Umgebung werden mühsam Süßkartoffeln, Gemüse, Trockenreis und Viehmais abgetrotzt. Da die Niederschläge in der Region durch die porösen Kalkböden rasch durchsickern, besteht das Hauptproblem der Einwohner in der stets währenden Trockenheit. Bis heute haben nicht alle Häuser Elektrizität, sodass man sich mit Gaslampen und Kerzen behilft. Insgesamt gilt die Region als sehr arm.
In und um Mèo Vạc sowie Đồng Văn finden sich noch gelegentlich Überbleibsel der chinesischen Tai-Kadai-Sprache, Quabiao (qa°biau). Die genaue Bedeutung dieses Namens ist nicht bekannt. Es handelt sich um eine Sprache, die von wenigen Personen (zwischen 300 und 400) in Vietnam und ebenso vielen im grenznahen Bereich Chinas in der Provinz Yunnan gesprochen wird.

## Landschaft
Die Landschaft um Mèo Vạc gehört zu den atemberaubendsten Vietnams. Übergangslos wechseln dichte Regen- mit "luftigen" Kiefern- und Zedernwäldern ab, subtropische Täler mit raren Nutzpflanzen wie Bananen und Palmen kontrastieren mit karstigen Steinlandschaften. Die Hügel ragen in vielfach gestaffelten Horizonten auf und vermitteln den Eindruck von großlandschaftlicher Tiefe.

## Tourismus
Die Bereisung der Regionen nördlich von Hà Giang bedarf eines permits (polizeiliche Durchreisegenehmigung). Diese erhält man für 10–25 US-Dollar (je nach Wochentag) in den örtlichen Hotels und Polizeistationen. Beliebt sind Motorradtouren durch die vietnamesische Berglandschaft. Einen besonderen Reiz stellt dabei die Etappe um Mèo Vạc herum. Bergsteigen und Spaziergänge hingegen sind außerhalb befestigter Wege und auf eigene Faust in dieser Region nicht gestattet.

## Bilder

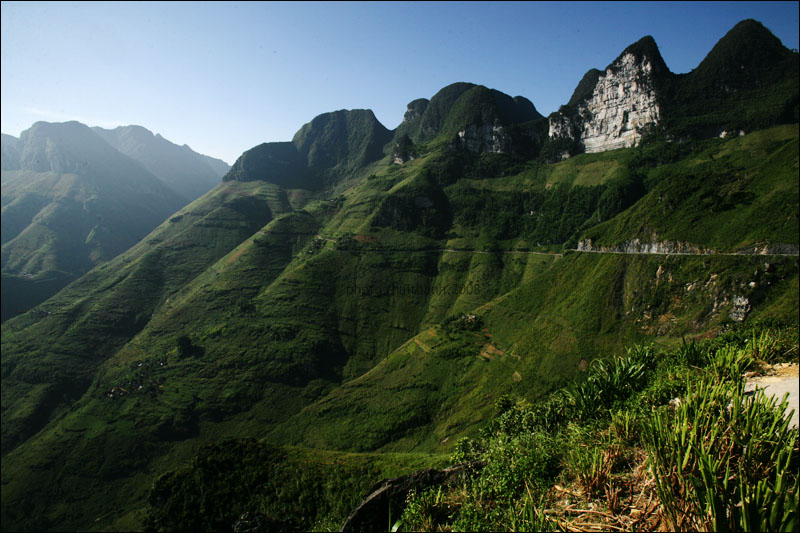
Landschaft im Distrikt Meo Vac auf der Strecke zur Nachbargemeinde Dong Van
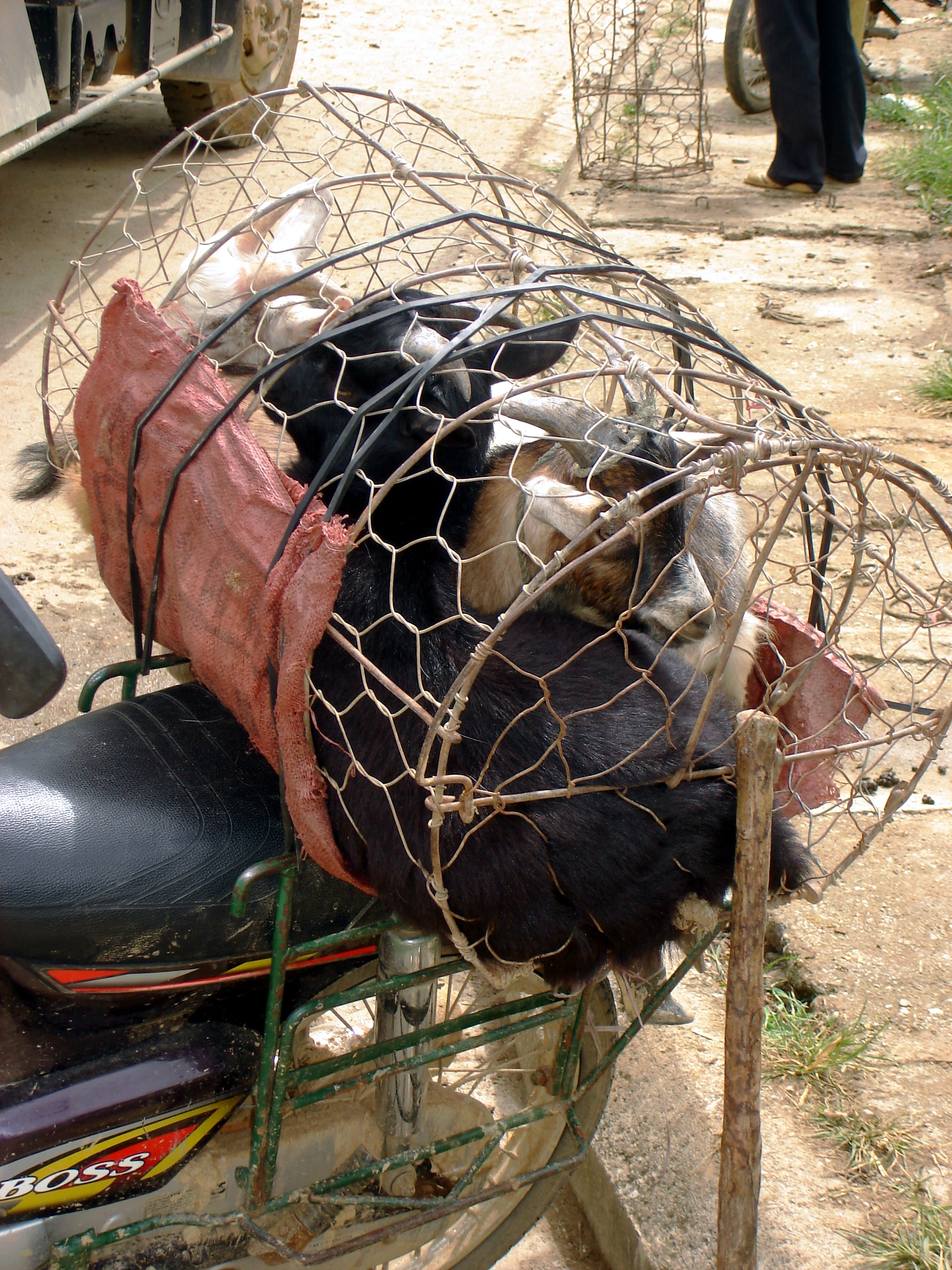
Käfig für den Ziegentransport und fahrbarer Untersatz in der Region
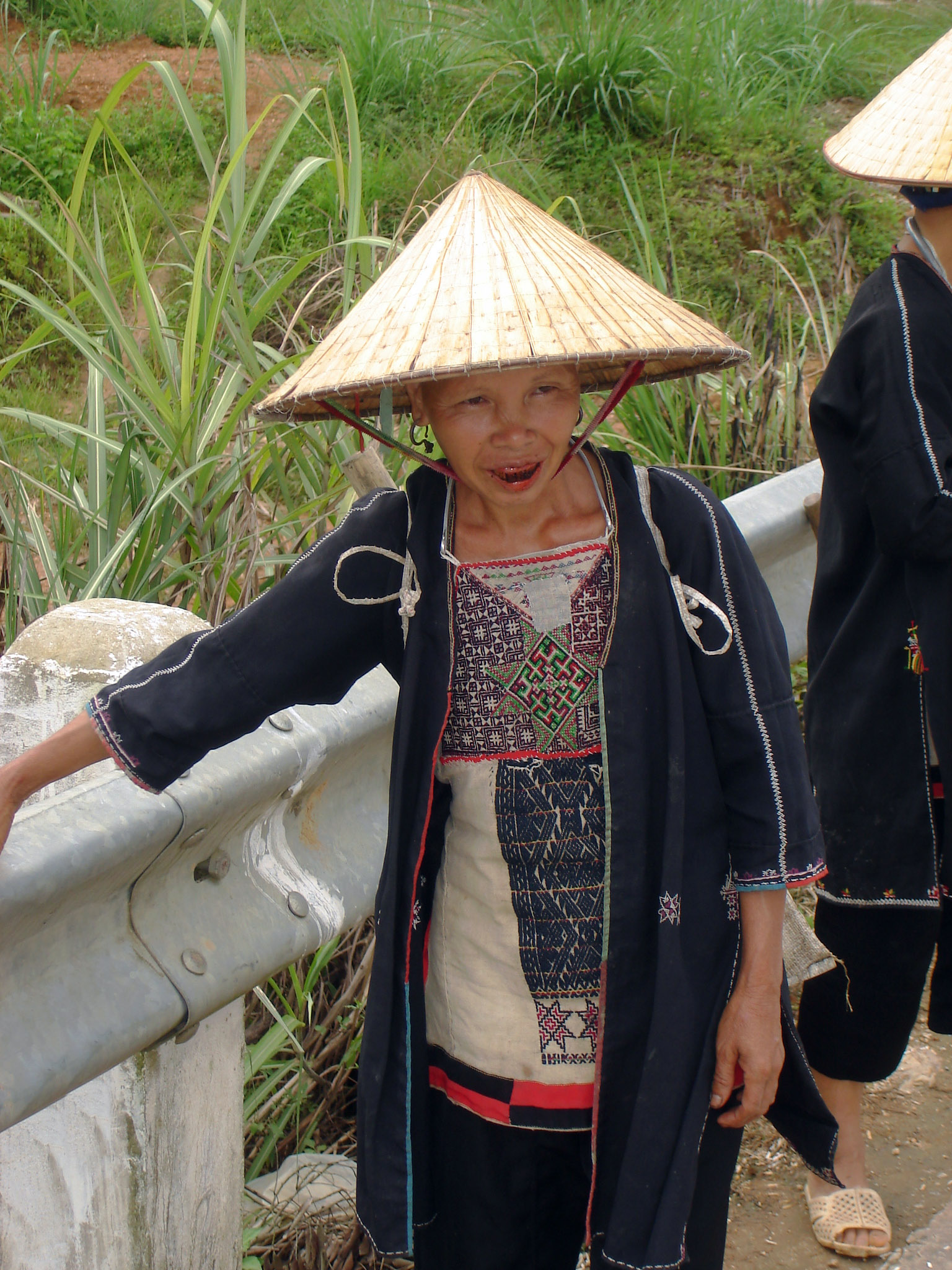
Eine Frau der White Dao mit geschwärzten Zähnen